# Nordic noir

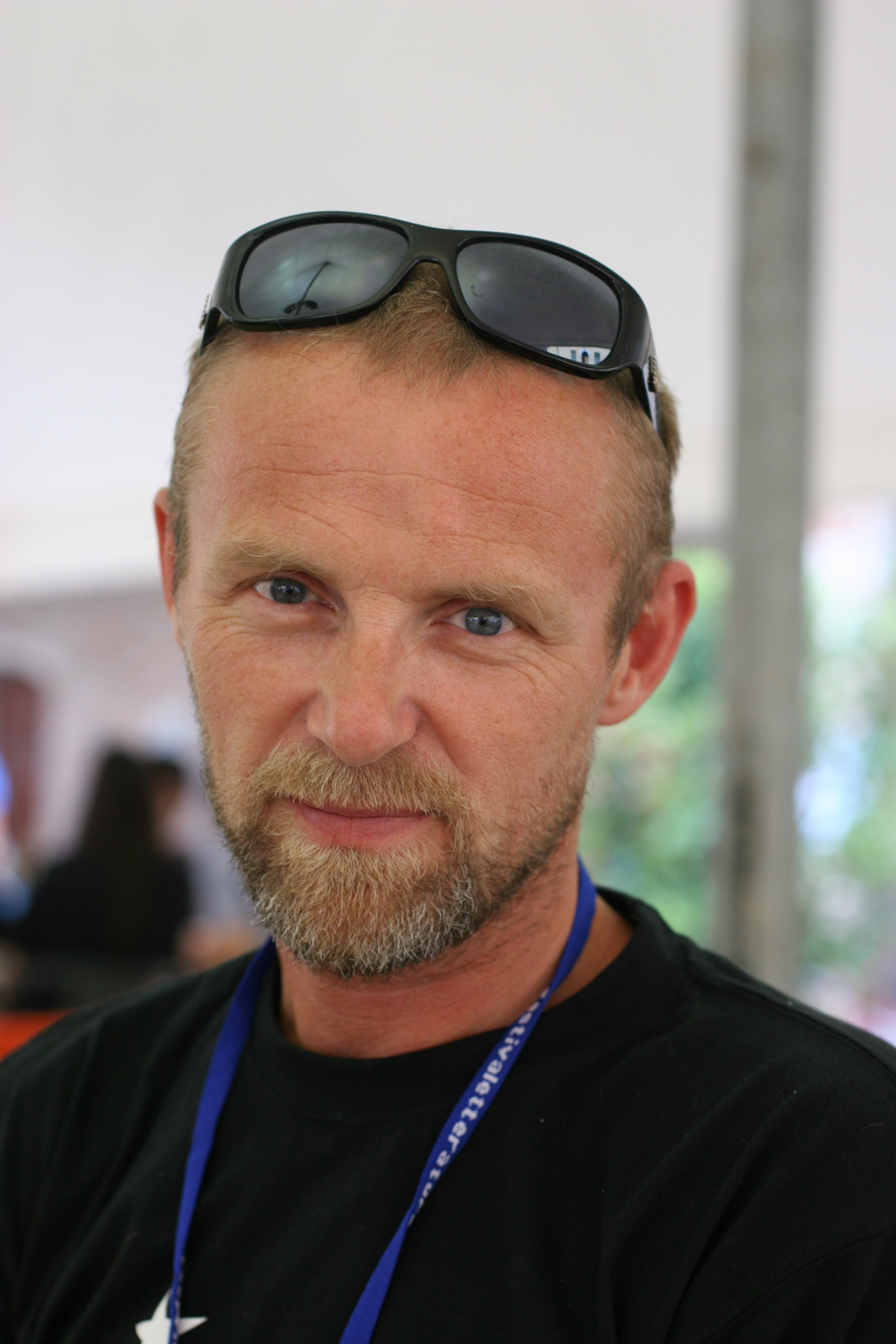
Jo Nesbø – przedstawiciel norweskiego nordic noir

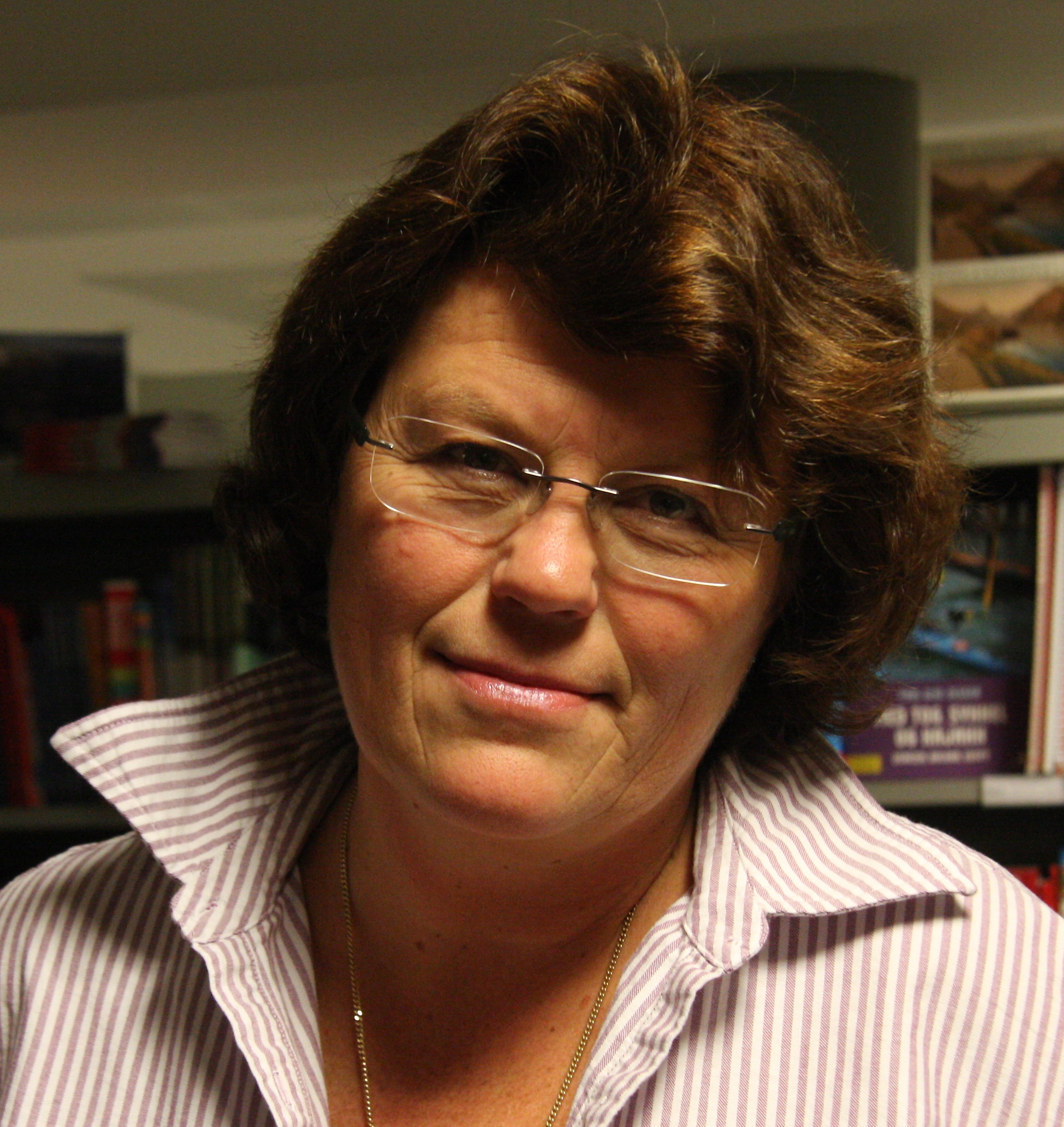
Anne Holt, była norweska minister sprawiedliwości, reprezentantka nurtu kobiecego w nordic noir

Nordic noir (Scandinavian noir, Scandi noir) – współczesny skandynawski oraz nordycki nurt powieści i filmów kryminalnych. Obejmuje twórczość autorów szwedzkich, norweskich, duńskich, fińskich oraz islandzkich. Zjawisko doprowadziło do renesansu powieści kryminalnej na początku XXI wieku.

## Historia
Po drugiej wojnie światowej pisarze skandynawscy przyjęli amerykańską manierę literacką w swej literaturze kryminalnej, preferującą klasyczną zagadkę kryminalną (kto zabił?). Za prekursorów współczesnej skandynawskiej prozy kryminalnej uważa się szwedzkich autorów z lat 70. XX wieku – Maj Sjöwall i Pera Wahlöö – którzy w swych powieściach kryminalnych poruszali problemy społeczne ówczesnej Szwecji, np. nierówność społeczną. Pod koniec XX wieku przetłumaczono na język angielski pierwszą powieść Henninga Mankella pt. Morderca bez twarzy. Jednak zjawisko skandynawskiej powieści stało się szeroko rozpoznawalne po opublikowaniu przez Stiega Larssona trylogii Millenium, która sprzedała się w łącznym nakładzie 27 mln egzemplarzy w 40 krajach, i szybko uległo globalizacji. Pojawiło się wielu nowych pisarzy: w porównaniu z latami 80. w pierwszej dekadzie XXI wieku wydano w Szwecji dwa razy więcej powieści kryminalnych.

## Problematyka
Termin „nordic noir” obejmuje literaturę, która oprócz wątków czysto kryminalnych porusza szeroko rozumiane problemy społeczne i socjologiczne, wpływ innych kultur, imigrację, feminizm, rasizm, seksualność. Nieobce są również wątki polityczne, np. w książkach Larssona, w których prowadzi on polemikę ze skrajną prawicą. Nordic noir jest osadzona w realiach skandynawskiego dobrobytu i modelu państwa opiekuńczego, który nie jest jednak idealny; skandynawscy autorzy pokazują jego ciemną stronę. Typ detektywa w nordic noir jest znacząco odmienny: często są to ludzie, którzy zmagają się nie tylko z zabójstwami, ale również swoimi, nieraz poważnymi problemami, jak np. Kurt Wallander czy walczący z chorobą alkoholową Harry Hole.

## Odbiór
Choć pisarze z poszczególnych krajów nordyckich poruszają problemy ważne dla swoich krajów i nieraz odrębne w różnych państwach, odbiorca spoza Skandynawii ma problemy z rozróżnieniem poszczególnych krajów. Dla czytelnika liczy się ogólna skandynawska egzotyka. Dla wielu czytelników brytyjskich, zwłaszcza pochodzących z klasy średniej, odbiorców takich mediów jak „The Guardian” i BBC Radio 4, istotny jest brak kosmopolityzmu i „odpowiednia forma etniczna”, co literaturoznawca Jakob Stougard-Nielsen, powołując się na socjologa Bena Pitchera, nazywa wprost „konsumpcją białości” (consuming whiteness). Innym powodem popularności pisarzy nordyckich jest prosty, jasny i bezpretensjonalny styl. Czytelników przyciąga również chłodny i ostry skandynawski klimat, dodający powieściom i filmom specyficznego posmaku. Wreszcie nie bez znaczenia jest wolne tempo rozwoju akcji, związane ze skomplikowaną fabułą i pozwalające czytelnikowi konsumować wartości pozakryminalne.

## Autorzy

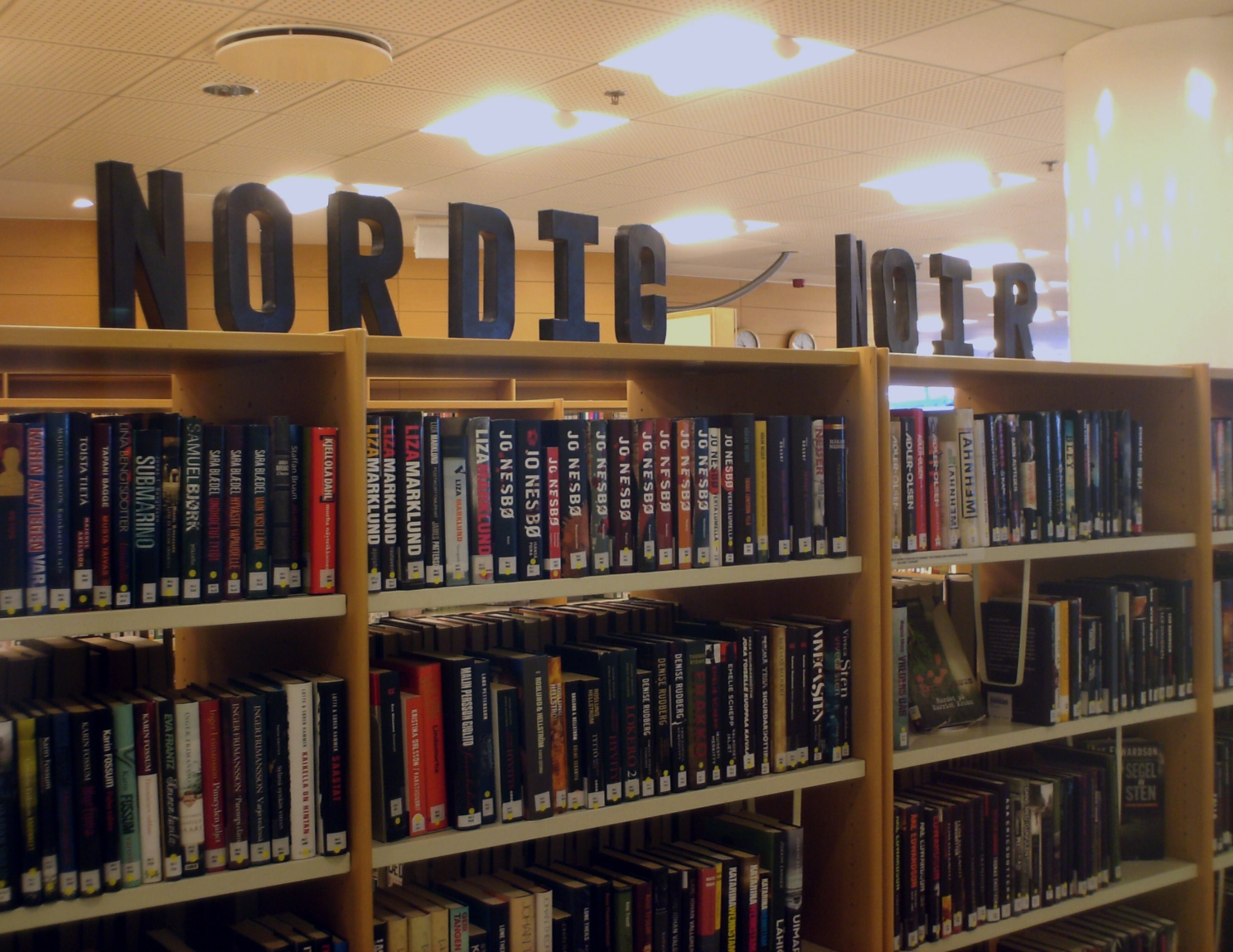
Zbiór książek nordic noir

Autorzy zaliczani do nurtu nordic noir to m.in.:
- Szwedzi: Jens Lapidus, Arne Dahl (jako Jan Arnald), Henning Mankell, Mari Jungstedt, Kjell Eriksson, Kerstin Ekman, Håkan Nesser, Åke Edwardson, Helene Tursten, Maj Sjöwall, Per Wahlöö, Åsa Larsson, Göran Lundin, Liza Marklund, Stieg Larsson, Leif GW Persson, Camilla Läckberg, Majgull Axelsson, Per Jersild, Annika Bryn, Mons Kallentoft, Liselotte Divelli, Robert Karjel, Karin Alvtegen, Johan Theorin
- Norwegowie: Pernille Rygg, Anne Holt, Karin Fossum, Jo Nesbø, Hans Olav Lahlum, Gunnar Staalesen, Jørn Lier Horst, Christer Mjåset
- Duńczycy: Jussi Adler-Olsen, Michael Larsen, Leif Davidsen, Peter Høeg
- Finowie: Leena Lehtolainen, Reijo Mäki, Mikko Porvali, Matti Rönkä, Max Seeck
- Islandczycy: Arnaldur Indriðason, Yrsa Sigurðardóttir